# Чилеа, Франческо
Франческо Чилеа (итал. Francesco Cilea, 23 июля 1866, Пальми — 20 ноября 1950, Варацце) — итальянский композитор, видный представитель веризма. Известен главным образом оперой «Адриенна Лекуврёр» (1902).

## Биография
Франческо Чилеа родился 23 июля 1866 года в городе Пальми (провинция Реджо-ди-Калабрия) в семье адвоката. Его мать страдала психической болезнью, из-за чего мальчик жил у бабушки. Отец, несмотря на совет дирижёра местного церковного оркестра отдать мальчика учиться игре на фортепиано, поместил Франческо в частное учебное заведение в Неаполе, чтобы тот стал адвокатом. Однако Франческо стремился стать композитором. 
После встречи с библиотекарем Неаполитанской консерватории Франческо Флоримо (лучшим другом покойного Беллини) он окончательно решает поступить туда на учёбу, что и осуществляет в 1878 году. Учился под руководством Б. Чези по классу фортепиано и у П. Серрао по классу композиции. Во время учёбы победил во множестве конкурсов, был назначен руководителем студенческого хора и оркестра. В консерватории он знакомится с другим будущим известным композитором — Умберто Джордано. В 1887 году Франческо пишет свою первую оперу «Джина» (либретто Э. Голишиани по мотивам известной комедии). Окончил консерваторию в 1898 году.
В 1890-92 годах Чилеа преподавал в Неаполитанской консерватории гармонию и игру на фортепиано. После провала его последней оперы «Лесная свадьба» (1909), которая так и не вышла на сцены, Чилеа почти не сочинял и занялся преподаванием. Много путешествовал по городам Италии: в 1892-96 годах жил в Милане, был профессором музыкально-теоретических предметов Музыкального института во Флоренции в 1896-1904 годах. С 1913 года был директором консерватории Палермо, а в 1916-35 годах — консерватории в Неаполе, основал при ней музыкально-исторический музей (1928).
Последние годы жизни провёл в Риме и Варацце, где и умер 20 ноября 1950 года, похоронен в своём родном городе.

## Творчество
Индивидуальный стиль Чилеа связан с южноитальянскими вокальными традициями. Мелодичность, полнота музыкальной экспрессии и лиризм сочинений Чилеа привлекали многих известных певцов (таких, как Карузо, который первым исполнил партию Федерико в опере «Арлезианка»).
Второй оперой Чилеа стала «Тильда», поставленная апреле 1892 года в театре Пальяно во Флоренции. Она имела большой успех, была поставлена во многих городах Италии, а также в Вене осенью того же года.
Следующим этапом творчества композитора стала опера «Арлезианка» по одноимённой драме Альфонса Доде (на тот же сюжет Жорж Бизе до этого написал сюиты, пользовавшиеся популярностью). Опера впервые была поставлена 27 ноября 1897 года в миланском театре «Лирико». Впоследствии композитор два раза переделывал оперу (1898, 1912). Фрагмент из оперы «Плач Федерико» стал одной из самых популярных арий тенорового репертуара.
Следующая опера Чилеа — «Адриана Лекуврёр» (1902) вошла в золотой фонд оперной музыки. впервые была поставлена в театре «Лирико», либретто А. Колаутти по пьесе Эжена Скриба. В мировой премьере пели Анжелика Пандольфини (Адриана), Энрико Карузо (Морис), Джузеппе де Лука (Мишонне), дирижировал Клеофонте Кампанини. Ставилась во многих города Европы. Успех оперы свидетельствовал о совершенствовании Чилеа как композитора и мелодиста, сумевшего воплотить в музыке нюансы человеческой души.
Опера «Глория» стала последней оперой композитора поставленной на сцене. «Глория» была поставлена 15 апреля 1907 года в «Ла Скала». На премьере дирижировал Артуро Тосканини и по мнению Чилеа, из-за того, что он дирижировал без энтузиазма и не любил это произведение, оно не имело успеха. «Глория» была поставлена всего три раза.

## Сочинения
- Оперы:

- «Джина» (Неаполь, 1889)
- «Тильда» (Флоренция, 1892)
- «Арлезианка» (Милан, 1897)
- «Адриана Лекуврёр» (Милан, 1902)
- «Глория» (Неаполь, 1907)
- «Лесная свадьба» (1909)

- Сюиты:

- 1-я (1887)
- 2-я (1931)

- Камерно-инструментальные ансамбли:

- Фортепианное трио (1886)
- Соната для виолончели и фортепиано (1931)

- «Песнь жизни» (1913)
- Романсы
- Вокализы

и др.